# Суракатова, Пари Анварбеговна
Па́ри Анварбеговна Суракатова (род. 4 августа 1991, Махачкала, Дагестанская АССР) — российская дзюдоистка, чемпионка и призёр чемпионатов России, серебряный призёр чемпионата Европы (в командном зачёте), бронзовый призёр Всемирных игр военнослужащих, мастер спорта России международного класса. Дзюдо занимается с 10 лет, тренировалась в Махачкале под руководством Зайнап Датуевой, до 21 года, потом переехала в Санкт-Петербург, где занималась у Михаила Рахлина, Ю. А. Паршина и Ярослава Керода. Проживает в Санкт-Петербурге. Выступала за клубы «Динамо» (Санкт-Петербург) и «Вооружённые силы» (Санкт-Петербург).  Член сборной команды страны с 2013 года.

## Спортивные результаты
- Первенство Европы по дзюдо среди кадетов 2007 года — ;
- Первенство Европы по дзюдо среди юниоров 2009 года — ;
- Чемпионат России по дзюдо 2008 года — ;
- Чемпионат России по дзюдо 2013 года — ;
- Чемпионат России по дзюдо 2014 года — ;
- Чемпионат России по дзюдо 2016 года — ;
- Чемпионат Европы по дзюдо 2016 года (команда) — ;

## Награды
- Медаль ордена «За заслуги перед Отечеством» II степени (14 октября 2020) — за заслуги в развитии физической культуры и спорта, активную общественную деятельность[5].